# Fernando Nogueira
Joaquim Fernando Nogueira, né le 26 mars 1950 à Matosinhos, est un homme d'État portugais membre du Parti social-démocrate (PPD/PSD). Il est ministre à plusieurs reprises dans les gouvernements d'Aníbal Cavaco Silva entre 1985 et 1995, puis président du PPD/PSD de 1995 à 1996.

## Biographie

### Ascension politique
Diplômé en droit de l'université de Coimbra, où il enseigne, il est avocat de profession. 
Le 18 juin 1983, à 33 ans, il est nommé secrétaire d'État, chargé du Développement régional auprès du ministre de l'Administration interne Eduardo Pereira dans le gouvernement de grande coalition dirigé par le socialiste Mário Soares.
À l'occasion du XIIe congrès national du Parti social-démocrate à Figueira da Foz en mai 1985, il est élu vice-président du parti sous l'autorité d'Aníbal Cavaco Silva.
Pour les élections législatives anticipées du 5 octobre suivant, il est investi en tête de liste du PPD/PSD dans le district de Coimbra. Opposé, notamment, au socialiste Manuel Alegre, il fait élire 4 députés sur 11 à l'Assemblée de la République.

### Le bras droit de Cavaco Silva
Les libéraux ayant remporté une majorité relative, Aníbal Cavaco Silva devient Premier ministre. Il rappelle Nogueira au gouvernement et le nomme ministre adjoint et pour les Affaires parlementaires le 6 novembre.
Avec la chute de l'exécutif, de nouvelles élections sont convoquées le 19 juillet 1987. Elles débouchent sur une majorité absolue du PPD/PSD. Le 17 août, Fernando Nogueira est choisi par le Premier ministre comme ministre de la Présidence et ministre de la Justice. Il devient ministre de la Défense nationale le 6 mars 1990 et abandonne le portefeuille de la Justice.
À l'occasion des élections législatives du 6 octobre 1991, il est placé en tête de la liste libérale dans le district de Porto, où il remporte 21 parlementaires sur 37. Il est alors reconduit dans l'ensemble de ses fonctions gouvernementales le 31 octobre suivant.

### Un président du PSD marqué par les échecs

#### Une élection serrée
Au XVIIe congrès national du Parti social-démocrate, qui se déroule à Lisbonne, il se présente à la succession de Cavaco Silva.
Représentant de la « vieille garde », du courant rural et conservateur, présentant l'image d'un homme d'appareil, il est élu président du PPD/PSD le 19 février 1995 par 519 voix, contre 486 au ministre des Affaires étrangères José Manuel Durão Barroso, perçu comme plus libéral.
Il marque sa différence avec son prédécesseur en affirmant que « l'économie est la priorité des priorités, mais elle ne constitue pas un objectif en soi : elle doit être un instrument du bien-être, de la joie et de la qualité de vie des personnes », annonçant un virage à gauche du projet politique.

#### Deux échecs majeurs en trois mois
Il démissionne du gouvernement le 17 mars, après que le président de la République Mário Soares ait refusé de le promouvoir au poste de Vice-Premier ministre comme le proposait Aníbal Cavaco Silva.
À nouveau tête de liste dans le district de Porto pour les élections législatives du 1er octobre 1995, il est distancé par le Parti socialiste (PS). Au niveau national, le PS obtient 43,8 % des suffrages, contre 34,1 % au PPD/PSD, ainsi renvoyé dans l'opposition. Le soir même, il demande tout comme Barroso que Cavaco soit candidat à l'élection présidentielle du 14 janvier 1996. Ce dernier accepte mais il est défait le jour du scrutin par le maire socialiste de Lisbonne Jorge Sampaio.

### Retrait de la vie politique
À peine deux jours après la présidentielle, Fernando Nogueira annonce sa démission surprise lors d'une conférence de presse et convoque un congrès extraordinaire. Il renonce à son mandat parlementaire au mois d'avril et quitte la vie politique. Il rejoint alors le secteur privé.